# Dziedziczna neuropatia nerwu wzrokowego Lebera
Dziedziczna neuropatia nerwu wzrokowego Lebera (ang. Leber's hereditary optic neuropathy, LHON) – choroba mitochondrialna. Na obraz kliniczny LHON składa się zanik nerwów wzrokowych w wyniku zwyrodnienia komórek zwojowych siatkówki i ich aksonów. Choroba jest spowodowana różnymi mutacjami w mitochondrialnym DNA (mtDNA). Mutacje dotyczą genów: MT-ND1, MT-ND4, MT-ND4L i MT-ND6. 95% pacjentów ma jedną z trzech mutacji: m.3460G>A, m.11778G>A albo m.14484T>C. Chorują przede wszystkim młodzi mężczyźni; choroba ujawnia się przeważnie w 10.-20. roku życia. Częstość choroby w Wielkiej Brytanii i Finlandii szacuje się na 1:30 000-1:50 000. Inne objawy które mogą towarzyszyć chorobie to zaburzenia w układzie bodźcoprzewodzącym serca, ataksja, neuropatia obwodowa i encefalopatia; zespół taki określa się niekiedy jako LHON-plus. Schorzenie opisał Theodor Leber w 1871 roku.